# Paratodos
Paratodos è una canzone composta ed interpretata da Chico Buarque e fu pubblicata nell'omonimo album del 1993.
Il brano descrive l'albero genealogico della sua famiglia e dei diversi artisti brasiliani che hanno creato i vari generi di musica brasiliana.
Fra i musicisti citati emerge in primo piano Antônio Brasileiro (Tom Jobim), il direttore d'orchestra di Chico Buarque e di molti altri artisti nazionali. Di seguito sono citati: Dorival Caymmi, Jackson do Pandeiro, Ary Barroso, Vinícius de Moraes, Nelson Cavaquinho, Luiz Gonzaga, Pixinguinha, Noel Rosa, Cartola, Orestes Barbosa, Caetano Veloso, João Gilberto, Erasmo Carlos, Jorge Ben Jor, Roberto Carlos, Gilberto Gil, Hermeto Pascoal, Edu Lobo, Milton Nascimento ("Bituca"), Nara Leão, Gal Costa, Maria Bethânia, Rita Lee, Clara Nunes e termina salutando i jovens à vista (i giovani emergenti) e incoraggiandoli a coltivare l'ampia diversità musicale della musica brasiliana. In quanto la sublimazione attraverso la musica e altre manifestazioni artistiche è sempre necessaria, ma in Brasile è anche urgente.